# Phlebocalymna lobbiana
Phlebocalymna lobbiana là một loài thực vật có hoa trong họ Cardiopteridaceae. Loài này được (Miers) Mast. miêu tả khoa học đầu tiên năm 1875.